# Secretul bancar
Secretul bancar (sau confidențialitate financiară sau privilegiu bancar) reprezintă un acord condiționat între o bancă și clienții săi, prin care toate activitățile desfășurate rămân securizate, confidențiale și private. Cel mai adesea este asociat din Elveția, secretul bancar este răspândit în Luxemburg, Monaco, Hong Kong, Singapore, Irlanda și Liban și printre alte instituții bancare offshore.
Acest concept a fost inițiat de către comercianții italieni în secoulul al XVII-lea, în apropierea regiunii nordice a Italiei (zona care ulterior va deveni regiunea vorbitoare de italiană din Elveția). Bancherii din Geneva au stabilit secretul atât social, cât și prin legea civilă în regiunea francofonă în secoulul al XVIII-lea.

## Conturi bancare numerotate

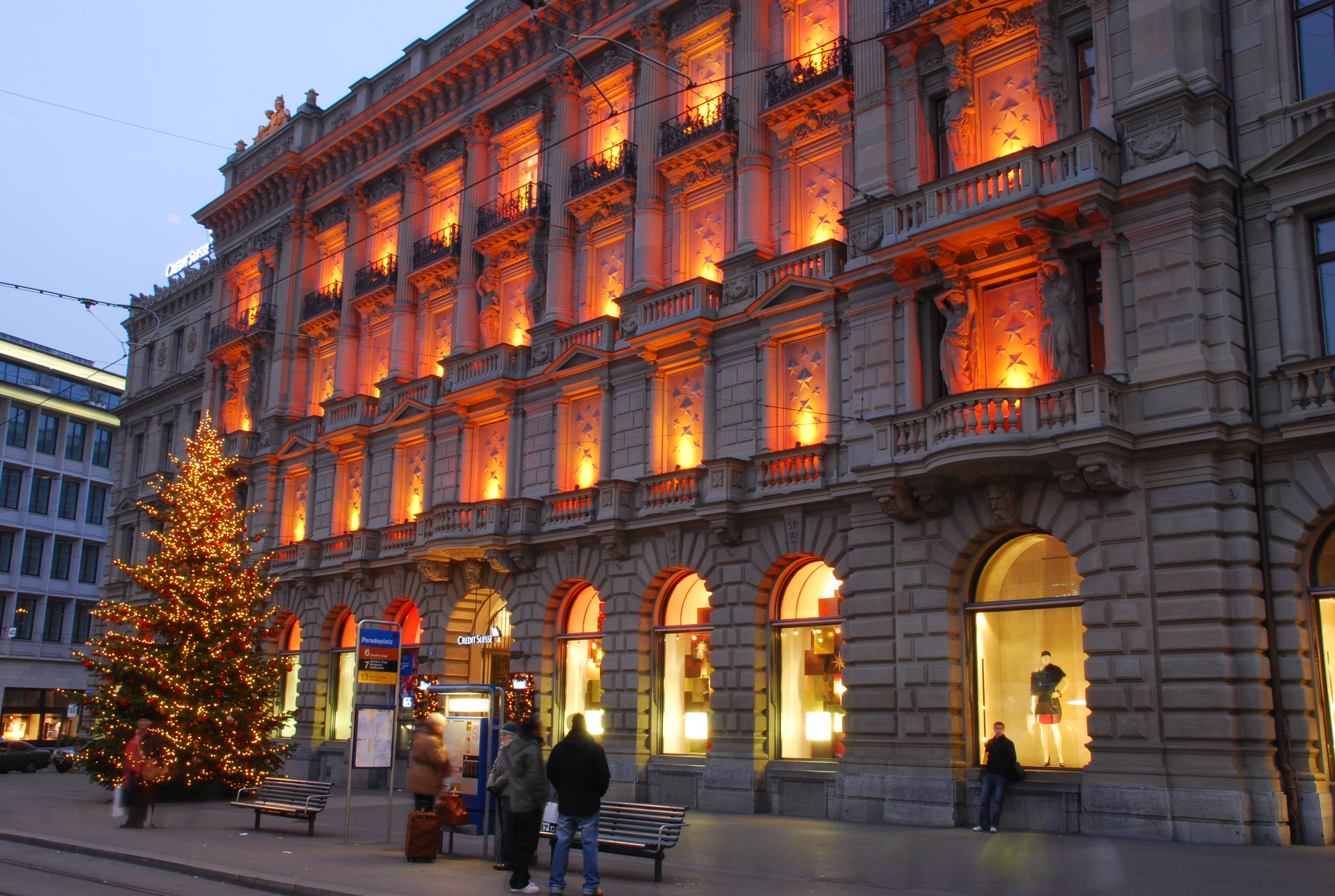
Multe bănci din Elveția și alte centre financiare off-shore oferă utilizarea conturilor bancare numerotate pentru un grad suplimentar de secret bancar

Conturile bancare numerotate sunt conturi bancare în care identitatea deținătorului este înlocuită cu un număr format din mai multe cifre, cunoscut doar de client și de anumiți bancheri privați. Deși aceste conturi adaugă un strat suplimentar de confidențialitate bancară, ele nu sunt complet anonime, deoarece numele clientului este în continuare înregistrat de bancă și poate fi dezvăluit în anumite condiții justificate.
Numeroase guverne suverane au interzis utilizarea acestor conturi, deoarece sunt adesea asociate cu intenția de a minimiza controlul guvernamental sau de a evita impozitarea. Majoritatea reglementărilor privind conturile bancare numerotate impun ca deținătorul să semneze un document și să treacă printr-un control de fond care confirmă identitatea sa și legătura cu contul. În ciuda reglementărilor, conturile numerotate sunt, prin natura lor, mai private decât conturile bancare obișnuite. De exemplu, în Elveția, bancherii au interzis dezvăluirea oricărei informații despre faptul că un cont este numerotat către agențiile guvernamentale, decât dacă există dovezi clare de fraudă intenționată, și nu doar neînregistrarea activelor pentru a evita plata impozitelor.

## Cutie de valori

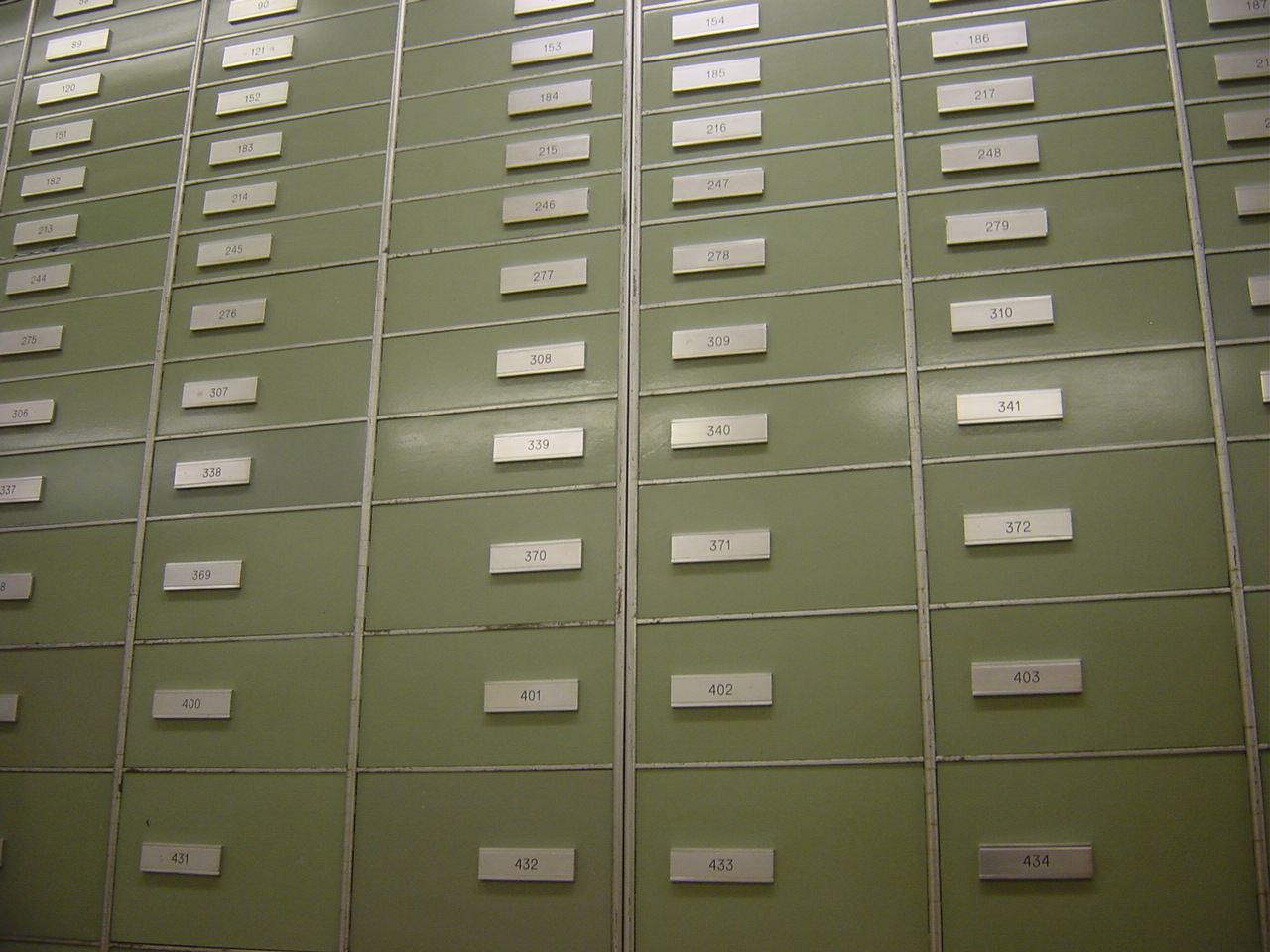
Cutie de valori în interiorul unei bănci elvețiene

O cutie de valori este un recipient securizat, de obicei plasat într-un seif mai mare sau într-un seif bancar. Cutiile de valori se găsesc în bănci, oficii poștale sau alte instituții. Acestea sunt folosite pentru a păstra bunuri de valoare, cum ar fi pietre prețioase, metale prețioase, valută, titluri de valoare, obiecte de lux, documente importante (de exemplu, testamente, titluri de proprietate sau certificate de naștere) sau date informatice, care necesită protecție împotriva furtului, incendiilor, inundațiilor sau altor riscuri.
Unele hoteluri, stațiuni și nave de croazieră oferă seifuri de depozit sau seifuri mici clienților lor, pentru utilizare temporară pe durata șederii. Aceste facilități pot fi amplasate în spatele recepției sau fixate în mod securizat în camerele private ale oaspeților, pentru intimitate.
În Statele Unite și în alte țări, cutiile de valori sunt considerate un „serviciu tradițional” deoarece nu există legi federale sau reguli care să impună compensarea clienților în cazul în care bunurile depozitate sunt furate sau distruse. În secolul XXI, spațiul a devenit mai valoros, datorită creșterii valorii terenurilor și chiriilor, iar multe bănci consideră acest serviciu ca fiind secundar față de activitatea lor principală. În plus, în ciuda percepției publice conform căreia seifurile de depozit sunt extrem de sigure, există puține motive pentru bănci să asigure cu adevărat acest lucru.

## Elveția
Secretul bancar elvețian a fost codificat prima dată prin Legea bancară din 1934 care a făcut infracțiune divulgarea informațiilor despre clienți către terți fără consimțământul acestora. Această lege, împreună cu o monedă elvețiană stabilă și neutralitatea internațională, a condus la o migrație masivă de capital către conturile private elvețiene. În anii 1940, au fost introduse conturile bancare numerotate, considerat în continuare unul dintre aspectele principale ale băncilor private la nivel global.
În timp ce unele instituții bancare impun voluntar secretul bancar, altele funcționează în regiuni unde această practică este cerută și protejată legal. Aproape toate standardele de secret bancar interzic divulgarea informațiilor despre clienți către terți fără consimțământ sau o plângere penală acceptată. Confidențialitate suplimentară este oferită anumitor clienți prin conturi numerotate sau seifuri bancare subterane.

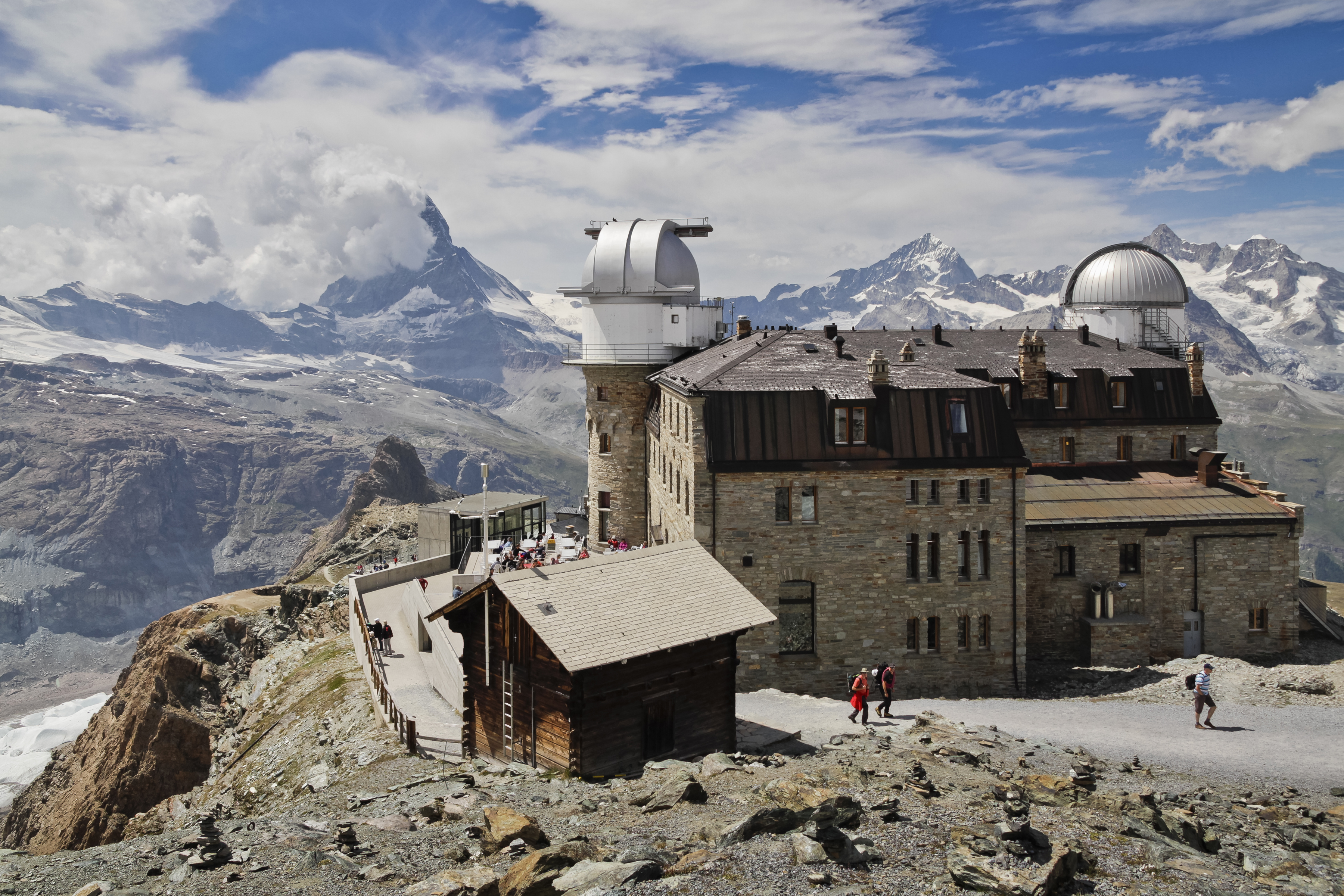
Elveția este cunoscută pentru secretul bancar și confidențialitatea strictă a băncii. Imagine: Alpii Elvețieni

Bancherii elvețieni care își desfășoară activitatea exclusiv în Elveția sunt protejați de procesele din străinătate, cererile de extrădare și acuzațiile penale, atât timp cât rămân în jurisdicția legală a țării. În ciuda unor ajustări minore ale secretului bancar, bancherii care lucrează în Elveția sau în străinătate pentru bănci elvețiene respectă de mult un cod nescris similar cu cel al medicilor sau preoților. Centrele lingvistice principale ale Elveției, Geneva (pentru franceză), Lugano (pentru italiană) și Zürich (pentru germană), deservesc diferite piețe geografice. 
Legile privind secretul bancar au fost încălcate de patru persoane: Christoph Meili (1997), Bradley Birkenfeld (2007), Rudolf Elmer (2011) și Hervé Falciani (2014). În toate cele patru cazuri, denunțătorii au fost urmăriți penal la nivel federal și amendați.
FATCA se presupunea să elimine secretul bancar, dar acesta poate fi exploatat de avocați pentru a ascunde averea clienților. În plus, unele țări autocratice sau în curs de dezvoltare nu au niciun schimb automat de informații fiscale cu Elveția. Asociația Bancherilor Elvețieni a estimat în 2018 că băncile elvețiene dețineau active în valoare de 6,5 trilioane de dolari americani, adică 25% din totalul activelor transfrontaliere globale.
În anii 1910, bancherii elvețieni au creat conturile bancare numerotate pentru a oferi un nivel de anonimat clienților europeni care doreau să evite plata impozitelor din timpul Primului Război Mondial. Odată cu adoptarea Legii Bancare Elvețiene din 1934, această practică s-a răspândit în industria bancară din Elveția. Unele bănci elvețiene completează numărul cu un nume codificat, precum „Cardinal”, „Octopussy” sau „Cello”, ca alternativă pentru identificarea clientului.

## Legea bancară elvețiană
Legea bancară elvețiană este o lege federală care funcționează ca legea supremă ce guvernează domeniul bancar în Elveția. Legea a fost adoptată de Adunarea Federală a Confederației Elvețiene la 2 februarie 1934, pe baza puterilor conferite de articolele 34 și 64 ale constituției. Legea federală este cel mai bine cunoscută pentru articolul 47, care stabilește specificațiile privind secretul bancar. Articolul 47 face infracțiune federală divulgarea informațiilor sau activităților clienților băncilor interne către entități străine, terți sau chiar autorități elvețiene fără a avea a) consimțământul sau b) o plângere penală acceptată. Multe articole din Legea federală privesc supravegherea bancară cu scopul unic de a pune în aplicare articolul 47. Adoptarea legii (împreună cu precedentele judiciare importante care i-au extins semnificația) a făcut ca Elveția să fie țara cu cele mai stricte și extinse legi privind secretul bancar din lume.
Elveția are o istorie lungă și înrudită cu domeniul bancar, mai precis cu secretul bancar, încă din anii 1700. În timp ce secretul bancar a fost profund integrat în societatea și dreptul civil elvețian, Legea federală a desemnat oficial o infracțiune federală, codificând secretul bancar în lege. În deceniile următoare implementării legii, băncile elvețiene au primit dreptul de a utiliza conturi numerotate și de a proteja informațiile clienților printr-o varietate de statute suplimentare. În ciuda unor evenimente globale semnificative și controversate care au pus presiune pe secretul bancar al țării, legile au fost revizuite minim și fără efecte notabile. Din totalul celor șapte amendamente ale Legii federale, ultimul a fost adoptat la 22 martie 2013. Legea federală, alături de cultura elvețiană în general și de industria bancară, a fost acuzată că facilitează evaziunea fiscală sistematică, spălarea de bani și economia subterană.

### Istoric
Secretul bancar și confidențialitatea dintre bancă și client au fost tradițional și o infracțiune civilă în Elveția încă din anii 1770. Câteva statute bazate pe legislația cantonală au existat încă din anii 1800, fiind aplicate regulat pentru protejarea informațiilor clienților chiar înainte de adoptarea legii. Conform acestor statute locale, încălcările secretului bancar erau tratate în procese civile, nu penale.
În primele decenii ale secolului al XX-lea, un climat internațional tot mai volatil a determinat mai multe țări europene să reformeze industriile bancare și programele de impozitare. În special, Franța a majorat impozitul pe moșteniri și a început să crească impozitele pe venit în pregătirea pentru Primul Război Mondial din 1914. Odată cu începerea Primului Război Mondial, instabilitatea financiară globală, volatilitatea economică și crizele monetare au plasat Elveția în fruntea lumii financiare. Neutralitatea țării, stabilitatea monetară, stabilitatea politică, ratele mici de impozitare și zvonul privind o lege federală de secret bancar au atras sute de milioane de dolari către industria sa bancară.
După încheierea Primului Război Mondial în 1918, mai multe guverne au început să solicite informații despre clienți din Elveția, primind puține dezvăluiri. Elveția a căutat să profite de schimbarea paradigmei fiscale globale prin codificarea formală și consolidarea asocierii sale seculare cu secretul bancar. Incapabilă să concureze cu centrele financiare din Londra, Paris și Berlin, guvernul elvețian a început să redacteze legea la sfârșitul anilor 1920. După ce s-a aflat că legea urma să fie supusă votului, bancherii elvețieni au călătorit în țări europene pentru a promova protecția informațiilor clienților oferită de lege.
La începutul anului 1934 a izbucnit o criză bancară în Elveția care a dus la falimentul unei bănci (din cele opt existente la vremea respectivă), în timp ce celelalte au necesitat restructurări majore. După proteste din partea unor grupuri politice și interese speciale, Consiliul Federal a fost forțat să prezinte oficial proiectul de reglementări bancare.
În 1951, Elveția a încheiat un tratat fiscal cu Statele Unite care asigura transferul informațiilor despre clienți în caz de fraudă fiscală penală. Totuși, autoritățile elvețiene aveau la latitudinea lor să decidă dacă un caz era considerat „penal”. În plus, bancherilor elvețieni nu le era permis să asiste autoritățile fiscale americane în investigațiile lor. Tratatul a fost actualizat în 1996 și 2003, dar a stagnat când autoritățile elvețiene au refuzat să definească ce înseamnă „schimb de informații”.
La 3 decembrie 2008, Adunarea Federală a majorat pedeapsa cu închisoarea pentru încălcarea secretului bancar de la maximum șase luni la maximum cinci ani.
În noiembrie 2009, guvernul elvețian a eliminat distincția între frauda fiscală (comiterea unei infracțiuni financiare) și evaziunea fiscală (simpla „uitare” a unei sume de bani) pentru clienții străini, ca urmare a presiunilor internaționale. Distincția rămâne valabilă pentru cetățenii elvețieni.
În 2009, Elveția a semnat Directiva UE privind impozitul pe economii care obligă băncile elvețiene să raporteze către 43 de țări europene statistici fiscale agregate și neidentificabile anual.
În februarie 2013, Elveția a semnat Legea americană privind conformitatea fiscală a conturilor externe (FATCA), după ce o respinsese de două ori în parlament. FATCA obligă băncile elvețiene să dezvăluie anual către Serviciul de Venituri Interne (IRS) informații neidentificabile despre clienții americani. Totuși, acest acord nu garantează cooperarea elvețiană, ci doar transferuri semi-automate de informații, la discreția autorităților elvețiene. Dacă un client nu consimte ca informațiile sale să fie împărtășite IRS, legile elvețiene privind secretul bancar interzic dezvăluirea acestor informații. Dacă clientul consimte, băncile elvețiene pot trimite IRS informații fiscale despre titularul contului, dar sunt interzise să dezvăluie identitatea conform articolului 47 din Legea bancară din 1934.
La 6 ianuarie 2014, Curtea Federală Administrativă a Elveției a blocat un transfer de informații despre clienți către IRS făcut de Julius Baer, deoarece nu îndeplinea criteriile de dezvăluire prevăzute în Legea bancară din 1934.
La 3 martie 2015, guvernul elvețian a încheiat acorduri bilaterale cu Germania, Austria și Regatul Unit, permițând titularilor străini de conturi bancare elvețiene să-și păstreze anonimatul în schimbul plății unor taxe retroactive prestabilite.
În 2016, instanțele elvețiene au decis că informațiile care stabilesc o infracțiune financiară împotriva unui titular de cont, obținute prin „mijloace furate” sau „scurgeri” nu pot fi folosite pentru a anula confidențialitatea clientului, conform legilor privind secretul bancar. Orice informații obținute din scurgeri precum Panama Papers, WikiLeaks etc. sunt supuse acestei revizuiri.
La 1 ianuarie 2017, Elveția a adoptat oficial Convenția Internațională privind Schimbul Automat de Informații Bancare (AEOI), fiind de acord să transmită automat informații financiare limitate către un număr restrâns de țări, exclusiv în scopul auditării fiscale. Acordul include Standardul Comun de Raportare (CRS), care obligă băncile elvețiene să trimită automat autorităților fiscale străine următoarele informații: numele clientului, adresa, domiciliul, codul de identificare fiscală, data nașterii, numărul contului, soldul contului la finalul anului și veniturile brute din investiții. CRS nu poate anula Legea Bancară Elvețiană din 1934, astfel că autoritățile fiscale nu primesc informații despre modul în care clienții își cheltuiesc banii (de exemplu, retragerile) sau în ce investesc aceștia.
La 31 octombrie 2017, procurorii elvețieni au solicitat Curții Supreme Federale o interpretare mai largă a Legii Bancare din 1934, pentru a putea urmări penal scurgerile de informații privind clienții și avertizorii de integritate, aplicând sancțiuni mai dure. Revizuirea ar permite condamnarea oricărui angajat al unei bănci elvețiene, indiferent de locul unde își desfășoară activitatea. În decembrie 2017, parlamentul elvețian și-a exprimat interesul de a integra oficial secretul bancar în Constituția Federală a Elveției, transformându-l într-un drept constituțional protejat la nivel federal.
La 21 martie 2018, Ministerul Justiției din Elveția a anunțat că orice persoană care divulgă informații despre clienți într-un proces aflat pe rol și care implică o bancă elvețiană riscă acuzații de spionaj și șantaj, pe lângă cele legate de încălcarea legilor privind secretul bancar. Decizia a fost luată după ce trei avocați germani au oferit documente interne unui judecător într-un proces împotriva băncii elvețiene J. Safra Sarasin.

### Coduri civile privind secretul bancar
Pe lângă Legea bancară din 1934, Elveția menține o varietate de statute în Codul Civil Elvețian referitoare la secretul bancar, care funcționează împreună cu articolul 47:
- Articolul 27: oferă clientului posibilitatea de a da în judecată o bancă pentru daune cauzate de încălcarea secretului și divulgarea informațiilor private.
- Articolul 27(a): interzice instituțiilor financiare să acționeze în numele unui guvern străin.
- Articolul 27(c): face infracțiune federală divulgarea informațiilor comerciale secrete către o autoritate guvernamentală străină.
- Articolul 28(a): prevede că un client poate solicita unui judecător să împiedice o bancă să dezvăluie informații private. Acest statut a codificat privilegiul dintre bancher și client în Elveția.

### Articole constituționale privind secretul bancar
Constituția Federală a Confederației Elvețiene garantează, de asemenea, anumite drepturi legate de secretul bancar:
- Articolul 13(b): Fiecare persoană are dreptul la respect pentru viața sa privată și de familie, domiciliu și secretul corespondenței și telecomunicațiilor.
- Articolul 13(c): Fiecare persoană are dreptul de a fi protejată împotriva abuzului de date personale.
- Articolul 27(a): Libertatea economică este garantată.
- Articolul 27(c): ...în special libertatea de a-și alege profesia și de a beneficia de acces liber și exercitare liberă a activității economice private.
- Articolul 94(c): În limitele competențelor lor, autoritățile trebuie să creeze condiții favorabile pentru sectorul economic privat.
- Articolul 94(d): Derogările de la principiul libertății economice, în special măsurile împotriva concurenței, sunt permise numai dacă sunt prevăzute de Constituția Federală sau bazate pe monopoluri cantonale.
- Articolul 98(a): [Confederația] poate legifera asupra serviciilor financiare în alte domenii.
- Articolul 98(b): [Confederația] va legifera asupra asigurărilor private.